# The Bostonians
The Bostonians (pt: As Mulheres de Boston — br: Os Bostonianos) é um filme de drama dos Estados Unidos e do Reino Unido de 1984, realizado por James Ivory.

## Resumo
Uma das líderes do movimento feminista, Olive Chancellor (Vanessa Redgrave), fica fascinada por Verena Tarrant (Madeleine Potter), uma jovem e talentosa oradora. Olive toma Verena como sua amiga e companheira. 
Igualmente Basil Ransome (Christopher Reeve), um advogado da cidade de Nova Iorque, apaixona-se por Verena e quer casar-se com ela para colocá-la em um segundo plano, no qual Verena seria responsável pelas tarefas domésticas. Olive e Basil veem-se a lutar pelo amor de Verena. 
A jovem precisa se decidir se se junta á causa defendida por Chancellor ou se leva uma vida mais atrevida e ao mesmo tempo submissa, sendo este o desejo de Ransom.

## Elenco
- Christopher Reeve (Basil Ransome)
- Vanessa Redgrave (Olive Chancellor)
- Jessica Tandy (Sra. Birdseye)
- Madeleine Potter (Verena Tarrant)
- Nancy Marchand (Sra. Burrage)
- Wesley Addy (Dr. Tarrant)
- Barbara Bryne (Sra. Tarrant)
- Linda Hunt (Dra. Prance)
- Nancy New (Adeline)
- Jon Van Ness (Henry Burrage)
- Wallace Shawn (Sr. Pardon)
- Peter Bogyo (Sr. Gracie)
- Martha Farrar (Sra. Farrinder)
- Charles McCaughan (Policia)

## Prémios e nomeações
- Recebeu duas nomeações ao Oscar, nas categorias de:
  - Melhor Atriz (Vanessa Redgrave)
  - Melhor Figurino
- Recebeu uma nomeação ao Globo de Ouro de Melhor Atriz - Drama (Vanessa Redgrave)
- Recebeu uma nomeação ao BAFTA de Melhor Figurino